# Max Schirschin
Max Schirschin (Krzanowice, 29 de enero de 1921 - Krzanowice, 16 de mayo de 2013) fue un entrenador de fútbol y futbolista profesional alemán que jugaba en la demarcación de defensa.

## Biografía
Max Schirschin debutó como futbolista en 1947 con el FC Schalke 04 a los 26 años de edad. También jugó para el Angers SCO, Le Havre AC, FC Rouen, RC Maison-Carrée y de nuevo en el FC Rouen, donde se retiró en 1961 a los 40 años de edad. Desde 1958 fue entrenador del FC Rouen, coincidiendo con las dos últimas temporadas que jugó como futbolista, convirtiéndose así en un jugador-entrenador. También entrenó al USF Fécamp, KAA Gante, Fortuna Sittard, FC de Metz y al Le Havre AC.
Max Schirschin falleció el 16 de mayo de 2013 a los 92 años de edad.

## Clubes

### Como jugador
| Club             | País     | Año       |
| ---------------- | -------- | --------- |
| FC Schalke 04    | Alemania | 1947      |
| Angers SCO       | Francia  | 1947-1948 |
| Le Havre AC      | Francia  | 1948-1950 |
| FC Rouen         | Francia  | 1950-1955 |
| RC Maison-Carrée | Francia  | 1955-1958 |
| FC Rouen         | Francia  | 1958-1961 |

### Como entrenador
| Club            | País         | Año       |
| --------------- | ------------ | --------- |
| USF Fécamp      | Francia      | 1957-1958 |
| FC Rouen        | Francia      | 1958-1964 |
| KAA Gante       | Bélgica      | 1964-1965 |
| Fortuna Sittard | Países Bajos | 1965-1966 |
| FC de Metz      | Francia      | 1966-1968 |
| Le Havre AC     | Francia      | 1968-1971 |
| FC Rouen        | Francia      | 1971-1972 |

## Palmarés
- Copa de Bélgica: 1964 - KAA Gante